# Anne van Montmorency (1737-1803)

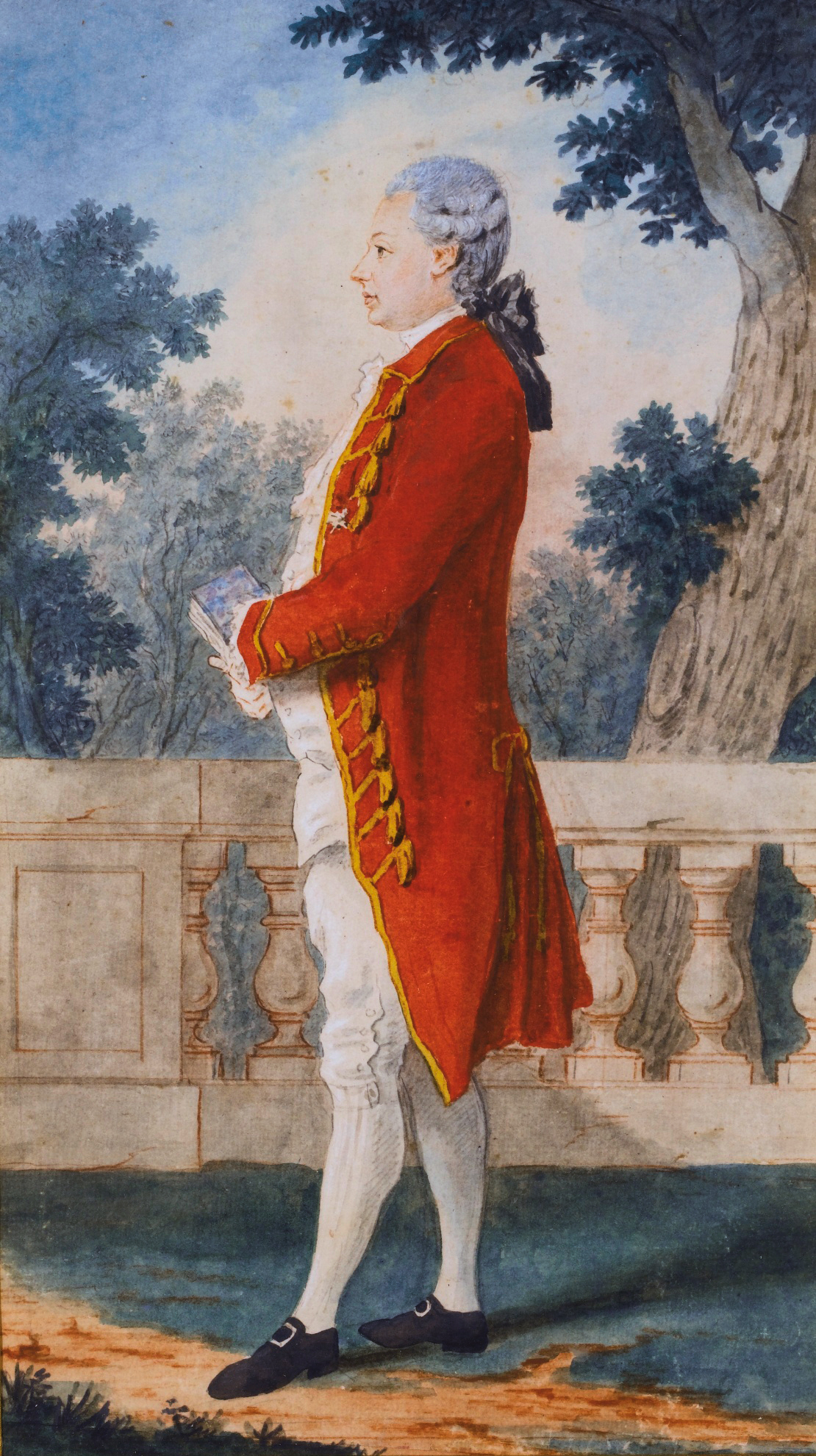
Anne van Montmorency.

Anne Karel Sigismund van Montmorency-Luxemburg (Parijs, 15 oktober 1737 - Lissabon, 13 oktober 1803) was van 1762 tot aan zijn dood hertog van Piney-Luxemburg. Hij behoorde tot het huis Montmorency.

## Levensloop
Anne was een zoon van Karel Anna Sigismund van Montmorency (1721-1777) uit diens huwelijk met Marie-Etiennette de Bullion-Fervacques (1712-1749). Na de dood van zijn oom Karel II Frederik van Montmorency werd hij in 1762 de negende hertog van Piney-Luxemburg en verwierf hij de status van pair van Frankrijk. In 1777 erfde hij van zijn vader tevens de titels van markgraaf van Royan, hertog van Châtillon-sur-Loing en graaf van Olonne.
Hij was luitenant-generaal van het Franse leger in de Elzas en kreeg in 1784 de rang van maréchal du camp. Ook werd hij actief in de vrijmetselarij als lid van de loges Saint-Jean de Montmorency-Luxembourg (vanaf 1762) en Saint-Jean de Chartres (vanaf 1773). Daarenboven was hij van 1773 tot 1789 algemeen beheerder van het Grand Orient de France, waar hij geregeld in conflict lag met grootmeester Lodewijk Filips van Orléans.
In 1789 zetelde Anne van Montmorency als vertegenwoordiger van de adel in de Franse Staten-Generaal, waar hij in juni 1789 tot voorzitter van de afgevaardigden van de adel werd verkozen. Na de Bestorming van de Bastille op 14 juli 1789 vluchtte Montmorency naar Londen, om zich later in Lissabon te vestigen. In oktober 1803 overleed hij, twee dagen voor zijn 66ste verjaardag.

## Huwelijk en nakomelingen
Op 9 april 1771 huwde hij met Madeleine de Voyer de Paulmy d'Argenson (1752-1813), hofdame van koningin Marie Antoinette en dochter van de minister van Oorlog. Ze kregen vier kinderen:
- Anne Henri René Sigismund (1772-1799), hertog van Châtillon, huwde in 1793 met Marie-Anne de Lannoy, dochter van Chrétien de Lannoy, graaf van La Motterie
- Charlotte Renée Adelheid (1773-1840), huwde in 1788 met Anne Adrien Pierre de Montmorency-Laval
- Karel III Emmanuel Sigismund (1774-1861), hertog van Piney-Luxemburg
- Marie Madeleine Charlotte Henriette Emilie (1778-1833), huwde in 1791 met Miguel Caetano Álvares Pereira de Mello, hertog van Cadaval

- Bibliothèque nationale de France: cb14955856b (data)
- Gemeinsame Normdatei: 139193928
- International Standard Name Identifier: 0000 0000 8223 3094
- Library of Congress Control Number: nr93046784
- Nederlandse Thesaurus van Auteursnamen: 203407148
- Système universitaire de documentation: 136841945
- Virtual International Authority File: 41717243
- WorldCat: E39PBJfH34mFMdmXtYKycjWkXd